# Leptotarsus (Macromastix) mathewsi
Leptotarsus (Macromastix) mathewsi is een tweevleugelige uit de familie langpootmuggen (Tipulidae). De soort komt voor in het Australaziatisch gebied.